# Omega (Geòrgia)
Omega és una població dels Estats Units a l'estat de Geòrgia. Segons el cens del 2000 tenia 1.340 habitants.

## Demografia
Segons el cens del 2000, Omega tenia 1.340 habitants, 455 habitatges, i 337 famílies. La densitat de població era de 290,7 habitants/km².
Dels 455 habitatges en un 39,8% hi vivien nens de menys de 18 anys, en un 52,1% hi vivien parelles casades, en un 16,7% dones solteres, i en un 25,9% no eren unitats familiars. En el 24% dels habitatges hi vivien persones soles l'11% de les quals corresponia a persones de 65 anys o més que vivien soles. El nombre mitjà de persones vivint en cada habitatge era de 2,93 i el nombre mitjà de persones que vivien en cada família era de 3,5.
Per edats la població es repartia de la següent manera: un 33,4% tenia menys de 18 anys, un 10,1% entre 18 i 24, un 27,9% entre 25 i 44, un 17,3% de 45 a 60 i un 11,3% 65 anys o més.
L'edat mediana era de 30 anys. Per cada 100 dones de 18 o més anys hi havia 93,7 homes.
La renda mediana per habitatge era de 26.765 $ i la renda mediana per família de 28.938 $. Els homes tenien una renda mediana de 21.050 $ mentre que les dones 16.618 $. La renda per capita de la població era d'11.014 $. Entorn del 22% de les famílies i el 28,9% de la població estaven per davall del llindar de pobresa.

## Poblacions més properes
El següent diagrama mostra les poblacions més properes.